# Westdeutscher Rundfunk Köln
Der Westdeutsche Rundfunk Köln (WDR) ist der 1956 gegründete öffentlich-rechtliche Rundfunk- und Fernsehsender im Land Nordrhein-Westfalen. Die Anstalt des öffentlichen Rechts (Landesrundfunkanstalt) hat ihren Hauptsitz in Köln.
Der WDR betreibt Hörfunk, Fernsehen und damit verbundene Aktivitäten im Internet. Er ist die größte Sendeanstalt der ARD und – gemessen an der Anzahl der Beschäftigten – nach der BBC der zweitgrößte Sender Europas. Seine Vorgänger waren die Westdeutsche Funkstunde und der NWDR.

## Geschichte

### Die Anfänge

#### Westdeutsche Funkstunde AG (WEFAG) ab 1924
Zwischen Oktober 1923 und September 1924 wurde das deutsche Reichsgebiet mit einem Netz von Rundfunksendern überzogen. In den nach dem Ersten Weltkrieg von alliierten Truppen besetzten Gebieten an Rhein und Ruhr war der Aufbau deutschsprachiger Sender zunächst untersagt. Deswegen richtete man im nicht besetzten Münster den ersten Sender für das Ruhrgebiet ein. Erste Versuchssendungen wurden am 17. Juli 1924 mittels eines Lorenz-Senders aufgenommen und am 15. September 1924 die Westdeutsche Funkstunde AG (WEFAG) gegründet, die am 10. Oktober ihren regulären Betrieb aufnahm und Hörfunksendungen unter der Kennung „Münster I“ ausstrahlte. Die Wellenlänge von 410 m ermöglichte eine unerwartet hohe Reichweite. Die Funkstunde leitete Hermann Krome, anfangs mit einem Vier-Mann-Orchester und wenigen Schallplatten ausgestattet. Bei Sendebeginn hatte die WEFAG 6114 angemeldete Hörer, einen Monat später bereits 9099.
Im Mai 1925 wurde in Berlin als Dachorganisation der regionalen Rundfunkgesellschaften die Reichs-Rundfunk-Gesellschaft (RRG) gegründet, der zunächst die Gesellschaften Nordische Rundfunk AG (NORAG, Hamburg), Mitteldeutsche Rundfunk AG (MIRAG, Leipzig), Südwestdeutsche Rundfunk AG (SÜWRAG, Frankfurt/Main), Ostmarken Rundfunk AG (ORAG, Königsberg i. Pr.) und Schlesische Funkstunde (Breslau) beitraten. Nach langwierigen Verhandlungen schlossen sich die WEFAG, die Funk-Stunde Berlin und die Süddeutsche Rundfunk AG (SÜRAG, Stuttgart) ebenfalls an, während aufgrund finanzieller Engpässe der Bayerische Rundfunk (bis 1930 Deutsche Stunde in Bayern) erst 1931 Mitgesellschafter der RRG wurde.
Als im Sommer 1925 die Ruhrbesetzung durch alliierte Truppen endete, erwarben Tausende dort lebender „Schwarzhörer“ Rundfunklizenzen; die Zahl der offiziellen Radiohörer stieg im Jahr 1925 von 13.950 auf 83.400. Am 21. Juli 1925 fand am Dortmund-Ems-Kanal bei Münster vermutlich die erste Sportübertragung des deutschen Rundfunks statt, bei der der Reporter nicht im Studio, sondern am Mikrofon vor Ort stand. Das Rundfunk Jahrbuch 1933 beschreibt das Ereignis als die „erstmaligen Versuche, das Mikrophon aus dem engen Senderaum herauszuholen und mitten in das Leben zu stellen, […] um nach einem sorgfältig vorher aufgestellten Plan den Betrieb eines Ruderrennens zum Erstaunen der Hörer weiterzugeben. Heute können wir uns die damalige Begeisterung über das außerordentliche Neue kaum noch vorstellen, und nur die wenigsten der damaligen Hörer werden sich im Augenblick bewußt geworden sein, daß dies der Ausgangspunkt des heute so wichtigen Zeitfunks geworden ist.“

#### Westdeutsche Rundfunk AG (WERAG) ab 1927

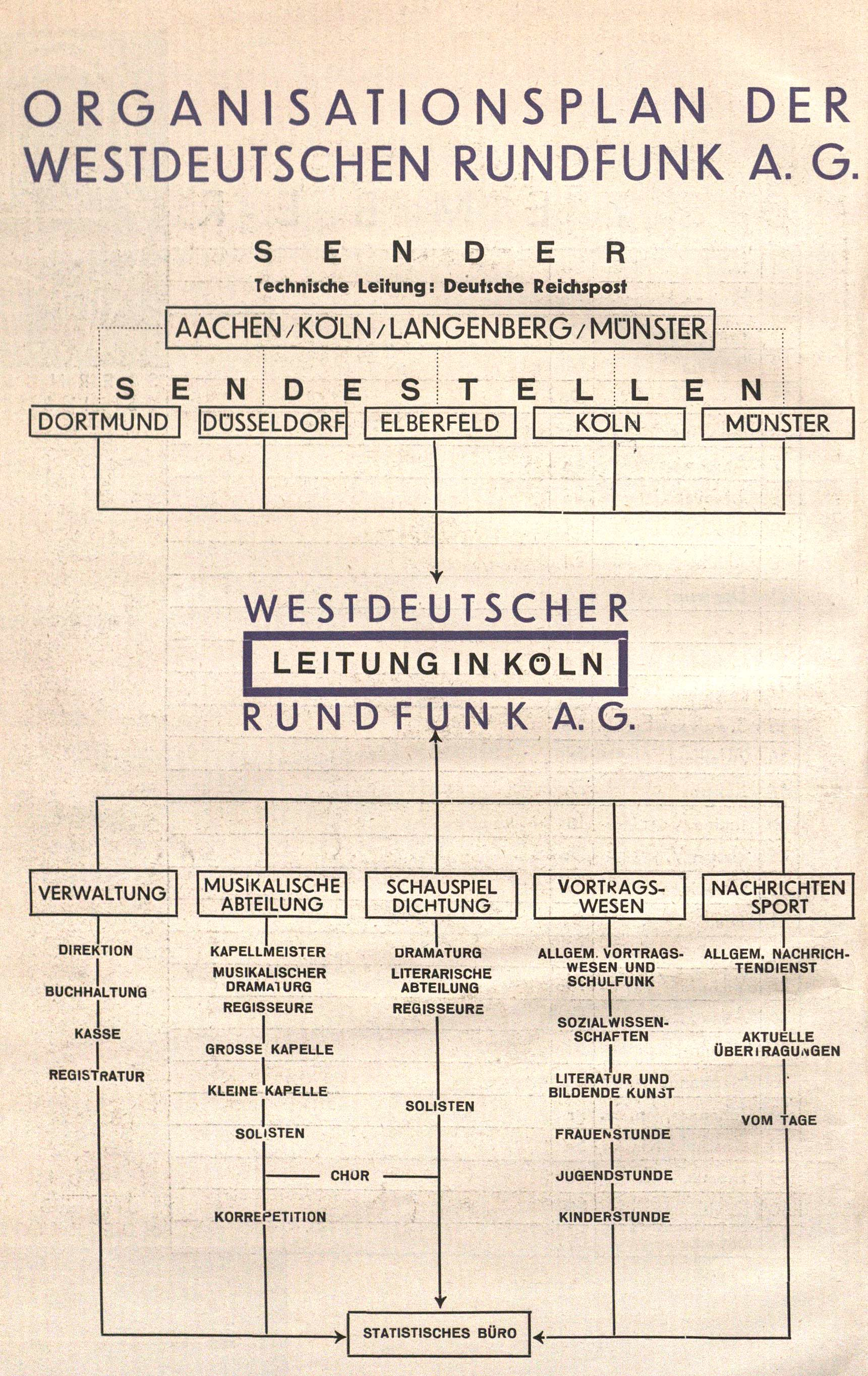
WERAG Organigramm 1929

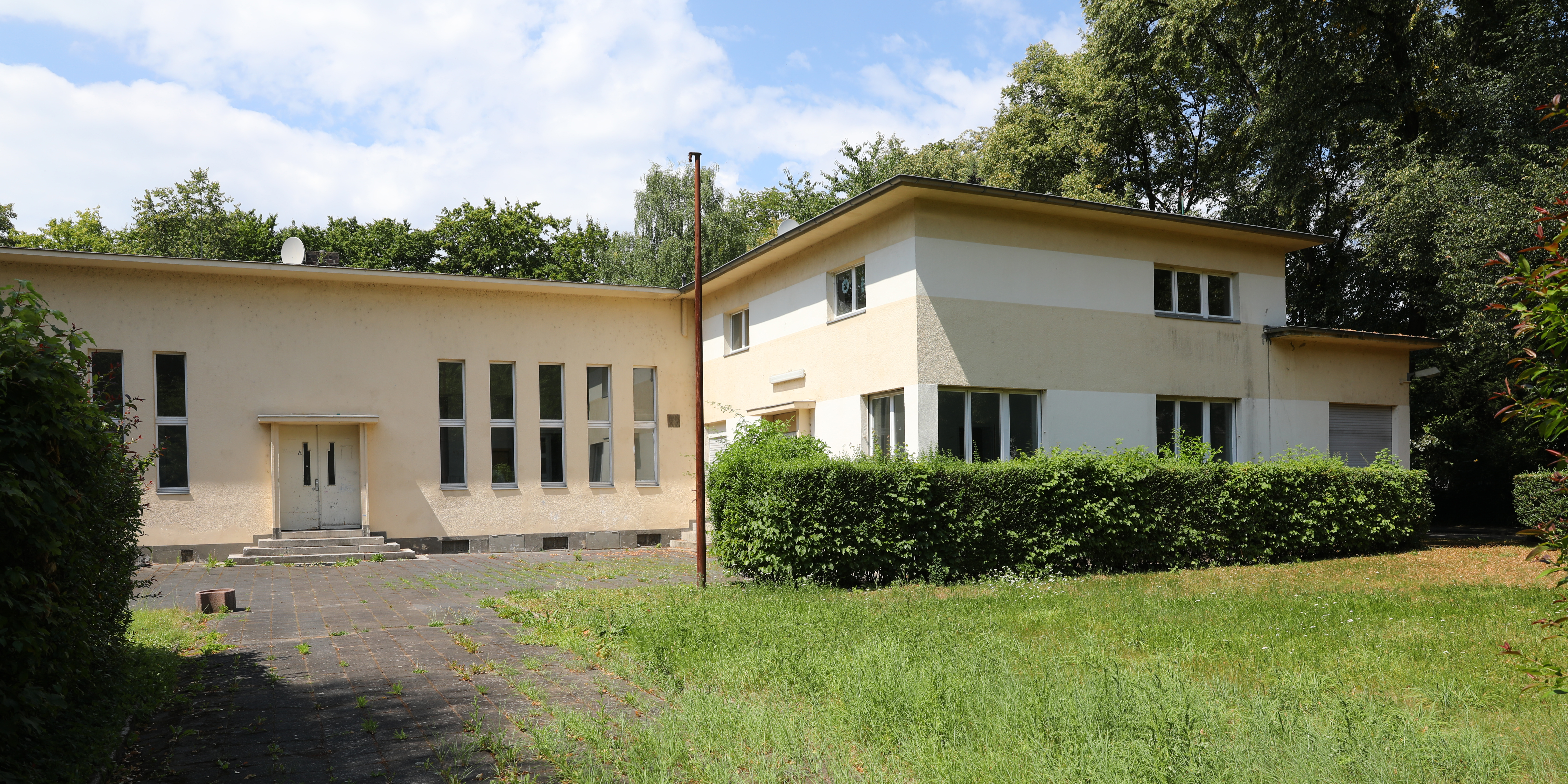
Ehemaliges WERAG-Funkhaus Hitzelerstraße, Teilansicht 2018

Die Beliebtheit ihrer Sendungen bewog die WEFAG zur Ausdehnung nach Westen und zur Eröffnung zweier Nebensender am 18. und 19. September 1925 in Dortmund (Sender Dortmund-Dorstfeld) und Elberfeld (Standort Sender Elberfeld). Am 29. Oktober 1926 beschloss der WEFAG-Aufsichtsrat die Verlegung des Sitzes von Münster nach Köln bei gleichzeitiger Umbenennung in „Westdeutsche Rundfunk AG“ (WERAG) zum 1. Januar 1927. Sie bezog ein Gebäude in der Dagobertstraße 38. Die WERAG ging am 15. Januar 1927 um 20.00 Uhr mit der Inbetriebnahme des neuen Senders Langenberg auf dem Hordtberg bei Langenberg (heute Stadtteil von Velbert) erstmals auf Sendung. (Der Standort Langenberg dient heute als Fernseh-Grundnetzsender und zur Verbreitung des UKW-Hörfunks analog und als DAB.)
Die Sendeanlage Langenberg erwies sich jedoch als zu schwach, um das südlich gelegene Köln mit seinem Umland zu versorgen. Daher wurden im Mai 1927 die Bauarbeiten für den Sender Köln-Raderthal aufgenommen. Als Standort für den Kölner Sender hatten sich 94 Orte beworben, doch war es dem Kölner Oberbürgermeister, Konrad Adenauer, gelungen, die Entscheidung im Sinne Kölns zu beeinflussen. Der Sender in der Hitzelerstraße begann am 1. September 1927 erfolgreich den Probebetrieb auf Welle 283 mit 4 kW Sendeleistung. Am 15. Dezember 1927 erfolgte die offizielle Inbetriebnahme.
Die WERAG gab ab Ende 1926 eine Programmzeitschrift unter dem gleichnamigen Titel heraus. Sie erschien wöchentlich im hauseigenen Rufu-Verlag. Später erschienen im selben Verlag nach dem Vorbild der BBC-Yearbooks die Jahrbücher des Westdeutschen Rundfunks mit Interna des Senders, vor allem jedoch mit über lange Strecken abgedruckten Sendungsmanuskripten. In der ersten Ausgabe der Werag – Offizielles Organ der Westdeutschen Rundfunk AG Köln vom Dezember 1926 gratulierten der Reichspostminister und sein Reichsrundfunkkommissar zum offiziellen Start des Westdeutschen Rundfunks. Während Postminister Karl Stingl den „Rundfunk im Rheinland […] dazu berufen“ sah, „die Deutschen an Rhein und Ruhr in ihrem Volkstum zu festigen“, lenkte Rundfunkkommissar Hans Bredow das Augenmerk auf die Errungenschaften der Technik:

„Der Rheinland-Westfalen-Sender hat nicht ohne zwingende Ursachen die außergewöhnliche Energie von 25-KW-Röhrenleistung erhalten. Wenn man dem großen Industriebezirk an Rhein und Ruhr einen Sender schaffen wollte, der trotz der ungemein schwierigen Empfangsverhältnisse inmitten der Metallmassen der Berg- und Hüttenwerke, der Fabrikschlote, der elektrischen Kraftwerke überall einwandfrei zu hören ist, mußte man zu dieser, im Rundfunk bisher kaum vorgekommenen Leistung greifen. So aber ist die Gewähr gegeben, daß die Stimme vom Hardtberge überall durchdringt und, mehr als das, weit über die Grenzen Deutschlands hinaus die Wellen deutschen Geisteslebens trägt.“

Im Jahr 1926 wurde auf Empfehlung Adenauers der Schriftsteller Ernst Hardt als Intendant berufen. Er geriet jedoch bald ins Visier der rechtsgerichteten Presse; so zitierte die Rundfunkzeitschrift Der Deutsche Sender im Januar 1932 den Westdeutschen Beobachter:

„Der Westdeutsche Rundfunk hat sich unter der Intendanz des Herrn Ernst Hardt zu einer Brutstätte pro-bolschewikischer Zersetzungsarbeit entwickelt. Man stelle sich vor: Von den neun Dezernaten des Westdeutschen Rundfunks sind die sieben wichtigsten mit Juden besetzt!“

Über Hardts Gehalt schrieb der Westdeutsche Beobachter:

„Intendant Hardt 4000 M. monatlich, jährlich eine Gratifikation in Höhe von 12000 M.; für jede Mikrophonleistung eine besondere geldliche Entschädigung (z. B. für den Vortrag eines Gedichtes – Dauer zehn Minuten!) – runde 150 Steuermark!“

### Zeit des Nationalsozialismus
Nach der Machtergreifung im Januar 1933 baute Propagandaminister Joseph Goebbels die deutsche Rundfunklandschaft innerhalb weniger Wochen um. Zunächst entließ er alle Intendanten (bis auf Alfred Bofinger in Stuttgart). Bereits im Februar waren fast alle Sender auf NS-Linie, der Kölner Sender jedoch noch nicht. Die NS-Presse warf Intendant Hardt vor, im Jahr 1927 das „Problem der Kriegsdienstverweigerung ernsthaft diskutiert“ zu haben. Er habe dabei Heinrich Mann zu Wort kommen lassen, der in der Sendung die Kriegsdienstverweigerung als einen Akt der Zivilcourage bezeichnete. Es gelte, so Der Deutsche Sender im Februar 1933, also „auch unter den Rundfunkintendanten noch aufzuräumen“.
Im April 1933 wurde Hardt entlassen und inhaftiert. Sein Nachfolger wurde der NSDAP-Funktionär, SS-Mann und Archivar Heinrich Glasmeier. Goebbels war bei der Amtseinführung Glasmeiers am 24. April 1933 anwesend. Die Reichs-Rundfunk-Gesellschaft lobte die Berufung Glasmeiers zum Intendanten, denn als Archivar habe er seine „nationalsozialistische Grundanschauung von Blut und Boden“ bewiesen. Auch rund 13 % der Belegschaft der WERAG erhielten ab April 1933 die Kündigung. Die Gleichschaltung verlief schnell: Im September 1933 wurde der Programmbeirat aufgelöst; am 20. März 1934 die WERAG selbst (der preußische Staat musste seine Anteile abtreten) und in „Reichssender Köln“ umbenannt. Dieser wurde Teil des späteren Großdeutschen Rundfunks.
Das Propagandaministerium griff Bestrebungen auf, die schon in der Weimarer Republik angedacht worden waren, nämlich die Programme der lokalen Sender zusammenzuschließen. Dieser Prozess begann im Sommer 1933 mit der Zusammenlegung des Kölner Senders mit dem Frankfurter und Stuttgarter Sender zur „Sendergruppe West“. Angekündigt wurde das mit einer Sendung, die den Hörern im gemeinsamen Sendegebiet live den Wechsel eines Programms auf das andere vorführte. Was nach außen als technische Meisterleistung verkauft wurde, diente primär der Einsparung von 4 Millionen Reichsmark durch die Zusammenlegung der Programme. Die drei Anstalten teilten sich auf Anweisung der Reichsrundfunkgesellschaft fortan die Ressorts. So war Köln für die große symphonische Musik und körperliche Ertüchtigung (Gymnastiksendungen etc.) zuständig. Die Proteste, vor allem der Kirchen, waren erheblich. Stuttgart durfte nur evangelische, Köln nur katholische Messen senden. Der Zentralisierung fielen zahlreiche Sendungen zum Opfer, mit Einbußen für die beteiligten Künstler und Autoren. Selbst Reichspropagandaminister Goebbels kam diese Zentralisierung zu rasch, und er begann, Ende 1933 die Sendergruppen wieder aufzulösen. Um den Zorn arbeitslos gewordener linientreuer Rundfunkautoren zu besänftigen, wies er zudem eine Sonderausschüttung von 100.000 Reichsmark an, „damit Hunderten von freien Künstlern eine Weihnachtsfreude bereitet werden kann“.
Die Radiosendung Der frohe Samstagnachmittag, die vom 24. November 1934 bis zum 31. Dezember 1939 in beinahe 150 Folgen ausgestrahlt wurde, entwickelte sich mit ihren Musikdarbietungen deutscher Tanzorchester und Sketchen zu einer der beliebtesten Sendereihen jener Zeit. Deshalb wurde sie von Mai 1935 an reichsweit auch über die anderen Sender übertragen. Am 21. Januar 1935 wurde die Sendereihe Wo bist du – Kamerad ? begonnen.
Am 10. Oktober 1935 zerstörte eine Windhose den Sendeturm in Langenberg bei Velbert. Am 1. März 1936 begann der „Reichssender Köln“ seine Zusammenarbeit mit der Staatlichen Hochschule für Musik in Köln. NS-Intendant Glasmeier wurde am 19. März 1937 zum „Reichsintendanten des Deutschen Rundfunks“ ernannt und war damit Vorgesetzter der Intendanten aller Reichssender. Am 9. Juni 1940 wurde das „Reichsprogramm“ als Gemeinschaftsprogramm aller Reichssender eingeführt, denen allein das Vormittagsprogramm in eigener Regie blieb.
In der Nacht vom 28. zum 29. Juni 1943 fiel der ehemalige „Reichssender Köln“ einem Luftangriff der Royal Air Force zum Opfer und wurde danach aufgelöst. Nach dem Ende des Krieges, im April 1948, begannen Arbeiten zur Errichtung des Funkhauses am Kölner Wallrafplatz in der Kölner Innenstadt nahe dem Kölner Dom. Dabei wurden aus Kostengründen 25 Prozent der Bausubstanz eines kriegszerstörten Hotels, das an dieser Stelle gestanden hatte, einbezogen.

### Bundesrepublik
Im Nachkriegsdeutschland gründete die britische Besatzungsmacht in ihrem Gebiet am 4. Mai 1945 zunächst „Radio Hamburg“, das ab 22. September 1945 als „Nordwestdeutscher Rundfunk“ (NWDR) gemeinsame Rundfunkanstalt für die gesamte britische Zone einschließlich Berlin wurde. Hauptsenderstandort war Hamburg. In Köln befand sich ein weiteres, durch den Krieg stark zerstörtes Funkhaus (Dagobertstraße 38), das den Sendebetrieb provisorisch am 26. September 1945 aufnehmen konnte. Von hier aus sendete die Anstalt ihr einstündiges Programm auf eigener Welle. Vom 1. Januar 1946 an begann der Gleichwellenbetrieb mit dem NWDR Hamburg, und ab Mitte August 1946 wurde noch der NWDR Berlin integriert. Der NWDR wurde am 30. Dezember 1947 von der Militärregierung übergeben und durch Rundfunkgesetz zu einer Anstalt des öffentlichen Rechts für die Länder Hamburg, Niedersachsen, Schleswig-Holstein, Nordrhein-Westfalen und Berlin. Die Führung des NWDR blieb jedoch britisch, denn Erster Generaldirektor war ab dem 1. Januar 1948 noch Hugh Greene, der Chief Controller der BBC.

#### Der NWDR

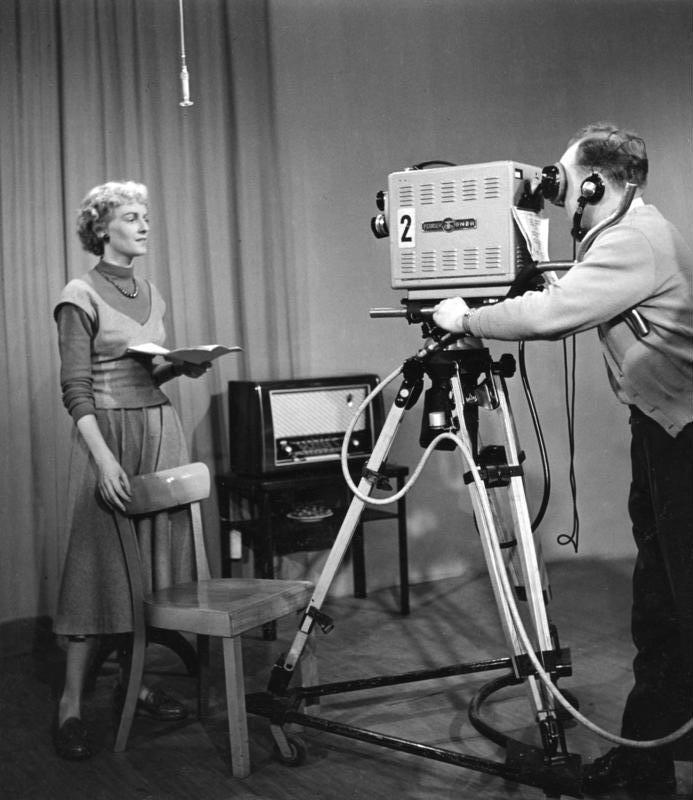
Gabriela Hellweg spricht eine Ansage im WDR-Fernsehstudio. (November 1953)

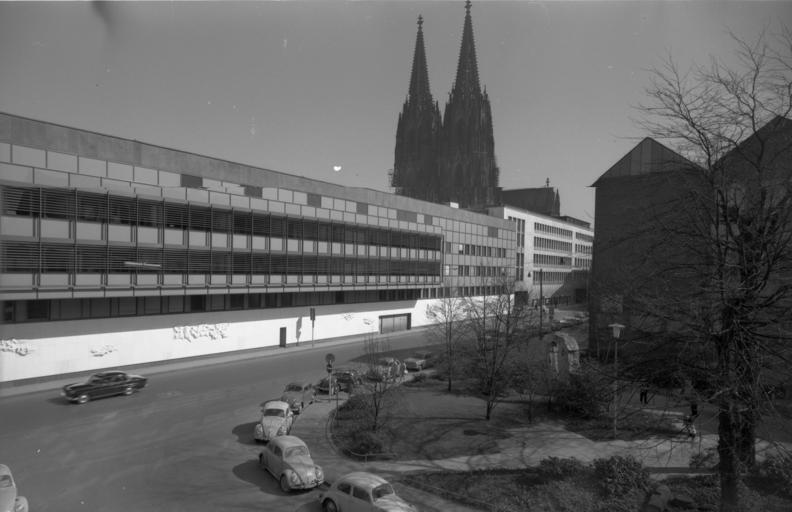
Das Fernseh-Studio-Gebäude „An der Rechtschule“ in Köln 1965. Im Hintergrund der Kölner Dom

Von Anfang an bestanden zwischen den Programmverantwortlichen des NWDR in Hamburg und in Köln landsmannschaftlich begründete, mentale Differenzen, die Unstimmigkeiten hinsichtlich der Programmkoordinierung entstehen ließen, zumal man sich eine Mittelwellenfrequenz teilen musste (904 kHz). Themen mit Bezug zum norddeutschen Raum wurden im Programm deutlich gegenüber Themen bevorzugt, die im Rheinland und in Westfalen von Interesse waren. Sahen sich die Verantwortlichen in Hamburg eher als weltoffene Hanseaten, die den Schlüssel zum Tor zur Welt besaßen, ging den Kölnern der Ruf rheinischer Eigentümlichkeit voraus. Dies zeigte sich beispielhaft im Rosenmontagsprogramm 1947, als der Kölner NWDR eine Karnevalssendung zur attraktiven abendlichen Sendezeit ausstrahlen wollte, während die Hamburger Verantwortlichen auf der Übertragung eines Sinfoniekonzerts bestanden. Schon zu dieser Zeit hatte sich in Köln eine „Los-von-Hamburg-Bewegung“ formiert, die, von politischer Seite aus unterstützt, einen selbstständigen Kölner Sender, am besten auf einer eigenen Sendefrequenz, forderte.
Der NWDR strahlte zunächst nur ein Programm (später NWDR 1) aus. Ab 1950 folgten auf UKW zwei regionale Hörfunkprogramme, NWDR Nord (später NDR 2) und NWDR West (später WDR 2). Im selben Jahr war der NWDR Gründungsmitglied der ARD. Zwei Jahre später (1952) war der NWDR maßgeblich für den Wiederbeginn des Fernsehens in Deutschland verantwortlich. Am 21. Juni 1952 wurde das Funkhaus Wallrafplatz eröffnet, aus dem am 25. Dezember 1952 das erste Fernsehprogramm ausgestrahlt wird – für geschätzte 200 Fernsehzuschauer in der Kölner Region. Zum 1. Juni 1954 schied der neu gegründete Sender Freies Berlin (SFB) aus dem NWDR aus, um für das Land Berlin eigenständige Programme auszustrahlen. Im selben Jahr startete das gemeinsame Fernsehprogramm der ARD.
Im Februar 1955 regelten die Länder Hamburg, Niedersachsen, Schleswig-Holstein und Nordrhein-Westfalen den Rundfunk in ihren Ländern neu. Infolgedessen wurde der NWDR in zwei eigenständige Rundfunkanstalten aufgeteilt. Der „NDR“ mit Sitz in Hamburg sollte künftig für die Länder Hamburg, Niedersachsen und Schleswig-Holstein und der „Westdeutsche Rundfunk Köln“ mit Sitz in Köln für das Land Nordrhein-Westfalen Rundfunksendungen veranstalten. Am 1. Januar 1956 starteten die beiden neuen Sendeanstalten mit ihren eigenen Radiosendungen. Den Fernsehbereich übernahm ab 1. April 1956 zunächst noch der „Nord- und Westdeutsche Rundfunkverband“ (NWRV) bis 1961. Dann waren beide Sendeanstalten auch im Fernsehbereich für ihr jeweiliges Sendegebiet verantwortlich.

#### Hörfunk
Der WDR sendete ab 1956 zunächst 2 Hörfunkprogramme, WDR 1 und WDR 2, und lieferte seinen Anteil zum ARD-Gemeinschaftsprogramm des Deutschen Fernsehens. Das 1. Hörfunkprogramm (WDR 1) wurde noch bis 1986 zum Teil gemeinsam mit dem NDR betrieben, danach wurde es Zug um Zug an die Zielgruppe der 14- bis 39-Jährigen angepasst und zu einer Jugendwelle umgebaut.
In den Weihnachtsferien 1954/55 sowie ein und zwei Jahre später (bis 1956/57) strahlten WDR und NDR erstmals ein an BBC Radio 3 angelehntes drittes Hörfunkprogramm aus; die Sendungen richteten sich an ein „gehobenes“ Publikum. Nach Probeläufen für ein Vollprogramm 1962 sendete der WDR ab dem 1. Januar 1963 fünf Tage die Woche  sein drittes Programm (später WDR 3): Kultursendungen, klassische Musik und Hörspiele. Ab dem 29. März 1964 war das 3. Hörfunkprogramm täglich auf Sendung.
Zwischen 1965 und 1970 wurde für den Mittelwellensender in Langenberg eine neue Frequenz am oberen Bereichsende (bis 1978 1586 kHz, ab 1978 1593 kHz) festgelegt und seine Leistung auf 800 Kilowatt erhöht, was ihn zu einem der stärksten Mittelwellensender machte. 1980 ging noch ein zweiter – bis 1995 wegen Auflagen des Genfer Wellenplans nur tagsüber betriebener – Mittelwellensender in Langenberg in Betrieb.

#### Fernsehen
Ab 1963 wurde im WDR-„Farbfernsehversuchslabor“ in Köln-Ehrenfeld mit eigenen Studiogeräte-Entwicklungen und der täglichen Ausstrahlung spezieller Farbtestbilder und -filme die Einführung des PAL-Farbfernsehens in Deutschland vorbereitet. Eine der ersten farbigen Außenübertragungen im PAL-Testbetrieb kam vom Kölner Rosenmontagszug. In der Smitten gelang es mit seinen Mitarbeitern, den erwähnten Rosenmontagszug in PAL mit einer selbst modifizierten TR22-Magnetbandmaschine aufzuzeichnen und erfolgreich wiederzugeben; dies war eine besonders bemerkenswerte Leistung, da damals in Fachkreisen starke Zweifel bestanden, ob dies jemals möglich sein würde. Die wesentlichen Geräte des Labors befinden sich heute, gewartet von einer Gruppe ehemals am Versuchsbetrieb Beteiligter, noch funktionsfähig an der Bergischen Universität Wuppertal und stehen Interessenten im Rahmen von Führungen zur Besichtigung offen.

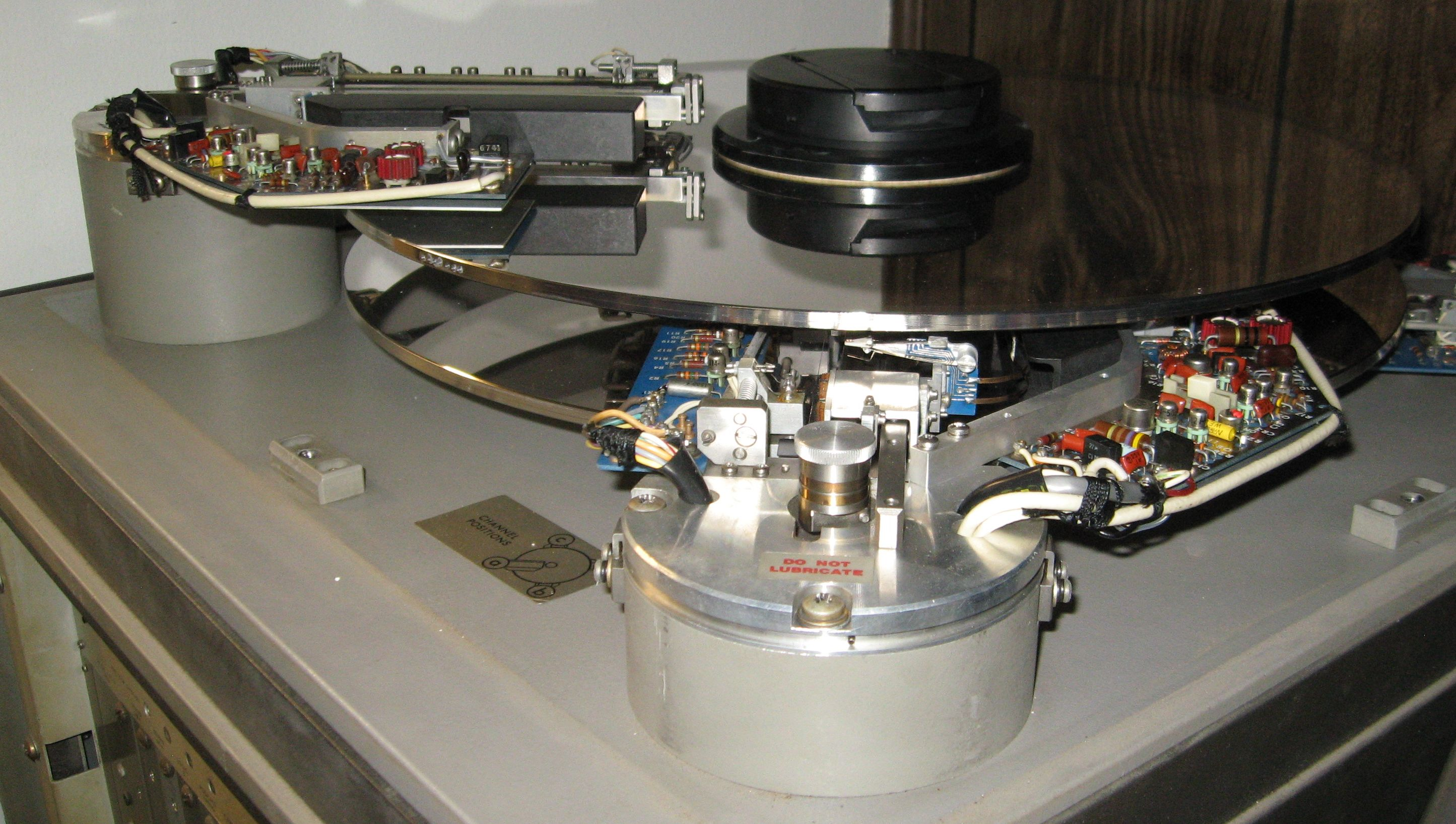
Ampex HS-100

In der ARD-Sportschau aus Köln machte das „Fußballballett“ Furore – eine von einem WDR-Techniker entwickelte Sonderfunktion der neuartigen „elektronischen Zeitlupe“, einer Wagenrad-großen Spezial-Festplatte (Ampex HS-100), auf der erstmals mittels Joystick der analog arbeitende Schreib- und Lesekopf gezielt hin- und herbewegt und damit die Videoaufnahme vorwärts und rückwärts langsam oder schnell abgespielt werden konnte.
Am 17. Dezember 1965 (offizieller Start des Regelbetriebs 1967) startete der WDR mit der Ausstrahlung eines eigenen „Dritten Fernsehprogramms“, zunächst als „Westdeutsches Fernsehen“ (WDF, ab 1988 West 3), das ab 1991 zu einem Vollprogramm ausgebaut wurde und zwischenzeitlich auch über Satellit in nahezu ganz Europa zu empfangen ist. Seit 1994 wird es als WDR Fernsehen geführt.

#### Erster Videotext
Am 3. Januar 1983 startete der WDR im Fernsehprogramm „West 3“ sein regionales Videotext-Angebot WDR-Text. Es war das erste regionale Videotext-Angebot einer ARD-Anstalt. Die (inzwischen abgewickelte) Abteilung „Systementwicklung und Schulung“ hatte maßgeblich zusammen mit dem IRT München an der technischen Realisierung des deutschen Videotext-Formats mitgearbeitet.
Seit Januar 1983 wurde auch der „WDR Computerclub“, von Wolfgang Back und Wolfgang Rudolph gestaltet, auf „West 3“ gesendet. Der Computerclub war eine der ersten deutschen Fernsehsendungen, die sich mit den Themen Computer und Technik im Allgemeinen beschäftigte. Sie wurde bald auf zahlreichen dritten Programmen des deutschen Fernsehens ausgestrahlt.

#### Start von WDR 4 und 5
Am 1. Januar 1984 startete der WDR sein 4. Hörfunkprogramm (WDR 4) mit vorwiegend deutscher Unterhaltungsmusik, das seit 1. Januar 1985 ein Vollprogramm ist. Gleichzeitig starteten im Hörfunk 5 Regionalprogramme aus Studios in Bielefeld, Düsseldorf, Essen, Köln und Münster. Im Zuge der Regionalisierung wurden ab 1984 Fensterprogramme eingerichtet, die die Fernsehberichterstattung „vor Ort“ intensivierten. Voraussetzung dafür war die Einführung der kurz zuvor entwickelten „Elektronischen Berichterstattung“ mit professionellen Magnetaufzeichnungsmaschinen mit 3/4-Zoll-Magnetbandkassetten vom Typ U-matic. Für schnelle Außeneinsätze wurden mit dieser Technik die ersten „Reportagewagen“, d. h. kleine 3,5 Tonnen-Lkw als fahrende Mini-Studios, eingesetzt. Anfang der 1990er-Jahre löste das bild- und tontechnisch bessere Betacam SP-1/2-Zoll-Format mit schulterfreundlicheren Camcordern die unhandlichen Großkassetten ab. Die bisher im Studio verwendete Aufzeichnungstechnik mit schrankgroßen MAZ-Maschinen und wagenradgroßen 2-Zoll-Magnetbändern hatte ausgedient.
Am 15. Januar 1985 brach der Sendemast auf dem Bielstein infolge von Vereisung zusammen. Seit 1987 wird in den Hörfunkprogrammen Rundfunkwerbung ausgestrahlt; zunächst nur auf WDR 2 und WDR 4, ab 1995 auch im ersten Programm.
Am 29. Mai 1989 sendete der WDR als erste Rundfunkanstalt in Kontinental-Europa aus der Kölner Philharmonie mit Hilfe eines volldigitalisierten Aufnahme-, Misch- und Produktions-Studios (CD-Kennzeichnung: DDD). Am 7. Oktober 1991 startete der WDR die Nordrhein-Westfalen-Welle WDR Radio 5 auf der Senderkette von WDR 1, das auf eine neue fünfte UKW-Senderkette wechselte.
Nach dem Scheitern der europäischen HDTV-Norm HD-MAC (1250 Zeilen) und des davon abgeleiteten D2MAC (625 Zeilen, beides 16:9-Format mit digitalem Mehrkanal-Ton) wurde unter maßgeblicher Mitarbeit der WDR-Systementwicklung ab 1993 versucht, mit dem neuen analogen Sendeverfahren PALplus das 16:9-Bildformat im vorhandenen terrestrischen Sender- und Kabel-TV-Netz zu ermöglichen. Die dafür notwendigen neuen TV-Empfänger waren den meisten Zuschauern aber zu teuer.
Ende 1993 wurde der weitreichende Mittelwellensender für die Frequenz 1593 kHz, der jedem DXer bekannt war, wegen PCB in den Kondensatoren und anderen Bauteilen stillgelegt.

#### 1Live und Funkhaus Europa
Am 1. April 1995 wurde das Programm WDR 1 vollständig neu konzipiert als Rock- und Popwelle und trägt nunmehr die Bezeichnung 1 Live (bis 4. Januar 2007: Eins Live).
Am 2. September 1996 stürzte bei Wartungsarbeiten ein 160 Meter hoher Sendemast in Langenberg ein.
Am 11. Februar 1998 lösten GMD-Forschungszentrum Informationstechnik und der Westdeutsche Rundfunk Köln versehentlich eine weltweite E-Mail-Lawine aus.
Am 1. Mai 1999 startete der WDR seine internationale und interkulturelle Radiowelle „Funkhaus Europa“, die sich tagsüber auf Deutsch an ein breites Publikum richtet und abends Sendungen in den wichtigsten Muttersprachen der Zuwanderer in Deutschland anbietet. Das Programm entsteht in Zusammenarbeit mit Radio Bremen; darüber hinaus liefert auch der RBB einzelne Sendungen zu.
Im Jahr 2000 wurde durch den Intendanten Fritz Pleitgen eine Internet-Offensive des WDR ausgerufen. Ziel davon war es, das Internet neben den herkömmlichen Radio- und Fernseh-Programmen zu einem weiteren Standbein des WDR auszubauen. In diesem Zusammenhang wurde im April 2000 eine eigene Internet-Redaktion mit 31 Vollzeit-Mitarbeitern im Jahre 2005. gegründet. Die Internet-Offensive ist allerdings auch Anlass für Kritik, da der WDR in diesem Kontext bereits vor dem Start der Internet-Redaktion zahlreiche Domains in seinen Besitz bringen wollte und dabei auch mit unangemessenen Methoden vorging. Bekannt wurden zum einen der Fall von Wolf-Dieter Roth, einem Journalisten, dem der WDR die Domain wdr.org streitig machte, und zum anderen das Wiedereinklagen der in der Anfangszeit vom WDR genutzten und dann zugunsten von wdr.de freigegebenen Domain wdr.com, die zwischenzeitlich Webpräsenz der Investment-Bank Warburg Dillon Read war. Beide Domains blieben nach Abschluss der Prozesse jedoch nicht im Besitz des Senders.
Anfang 2004 investierte der WDR in erste HDTV-Produktionsgeräte (HDCAM, Nitris-Schnittcomputer) im MPEG-2-Standard, und es wurden immer mehr Fernsehproduktionen in Mehrkanal-Tontechnik (Dolby-Digital) und im 16:9-Bildformat hergestellt. Diese konnten jetzt über DVB-S (Satellit), DVB-C (Kabel) und DVB-T (terrestrisch) digital in hoher Qualität verbreitet werden.
Der WDR produzierte beim Weltjugendtag 2005 in Köln das internationale Bild für TV-Stationen in aller Welt. Intendant Pleitgen sagte, die größte WDR-Produktion seit 15 Jahren habe „olympische Ausmaße“ gehabt. Allein für den Papstbesuch waren 700 Mitarbeiter beschäftigt und weit über 120 Kameras im Einsatz.
Am 19. April 2012 wurde bekannt, dass der WDR bis 2014 schrittweise, auf allen Ebenen ein neues Logo erhält. Begründet wird das Re-Branding damit, dass das alte, bisherige, Logo in der digitalen Welt schwer lesbar sei.

## Rechtsfragen
Rechtsgrundlage des WDR ist das Gesetz über den Westdeutschen Rundfunk Köln (WDR-Gesetz), das das Land Nordrhein-Westfalen am 25. April 1998 bekanntgemacht hat. Außerdem gibt es für die Anstalt des öffentlichen Rechts eine Satzung, in welcher unter anderem die Organe in Form des Rundfunkrats (§§ 4 ff. Satzung), Verwaltungsrats (§§ 16 ff. Satzung) und Intendanten (§§ 21 ff. Satzung) geregelt sind. Während der Rundfunkrat die Einhaltung des gesetzlichen Sendeauftrags überwacht, übernimmt der Verwaltungsrat die Überwachung der Geschäftsführung des Intendanten mit Ausnahme der Programmentscheidungen (§ 21 Abs. 1 WDR-Gesetz). Programmbeschwerden, in denen die Verletzung von Programmgrundsätzen der Jugendschutzbestimmungen (§ 6 WDR-Gesetz) oder der Werbevorschriften (§ 6a WDR-Gesetz) behauptet wird, entscheidet gemäß §§ 33 Satzung der/die Intendant(in) innerhalb von zwei Monaten durch schriftlichen Bescheid (§ 10 Abs. 2 Satz 1 WDR-Gesetz).

## Programme
Der WDR sendet alleine oder in Zusammenarbeit mit anderen Rundfunk- bzw. Fernsehanstalten derzeit folgende Fernseh- und Hörfunkprogramme:

### Das Erste
Der WDR liefert dem Ersten Deutschen Fernsehen unter anderem Formate wie Monitor, Die Sendung mit der Maus, das ARD-Morgenmagazin, die Sportschau oder Soaps wie Lindenstraße und Verbotene Liebe zu. Auch große Fernsehspiele wie die Durbridge-Klassiker Das Halstuch, Tim Frazer, Melissa, die echte Straßenfeger waren, so wie Die Manns, Speer und Er oder Jahrestage nach Uwe Johnson kommen aus der NRW-Sendeanstalt. Der WDR ist dabei innerhalb der ARD mit 21,25 % Anteil am Gesamtprogramm, vor SWR und NDR, der größte Sendungszulieferer. Seit Mai 2014 ist Jörg Schönenborn Fernsehdirektor des WDR.

### WDR Fernsehen

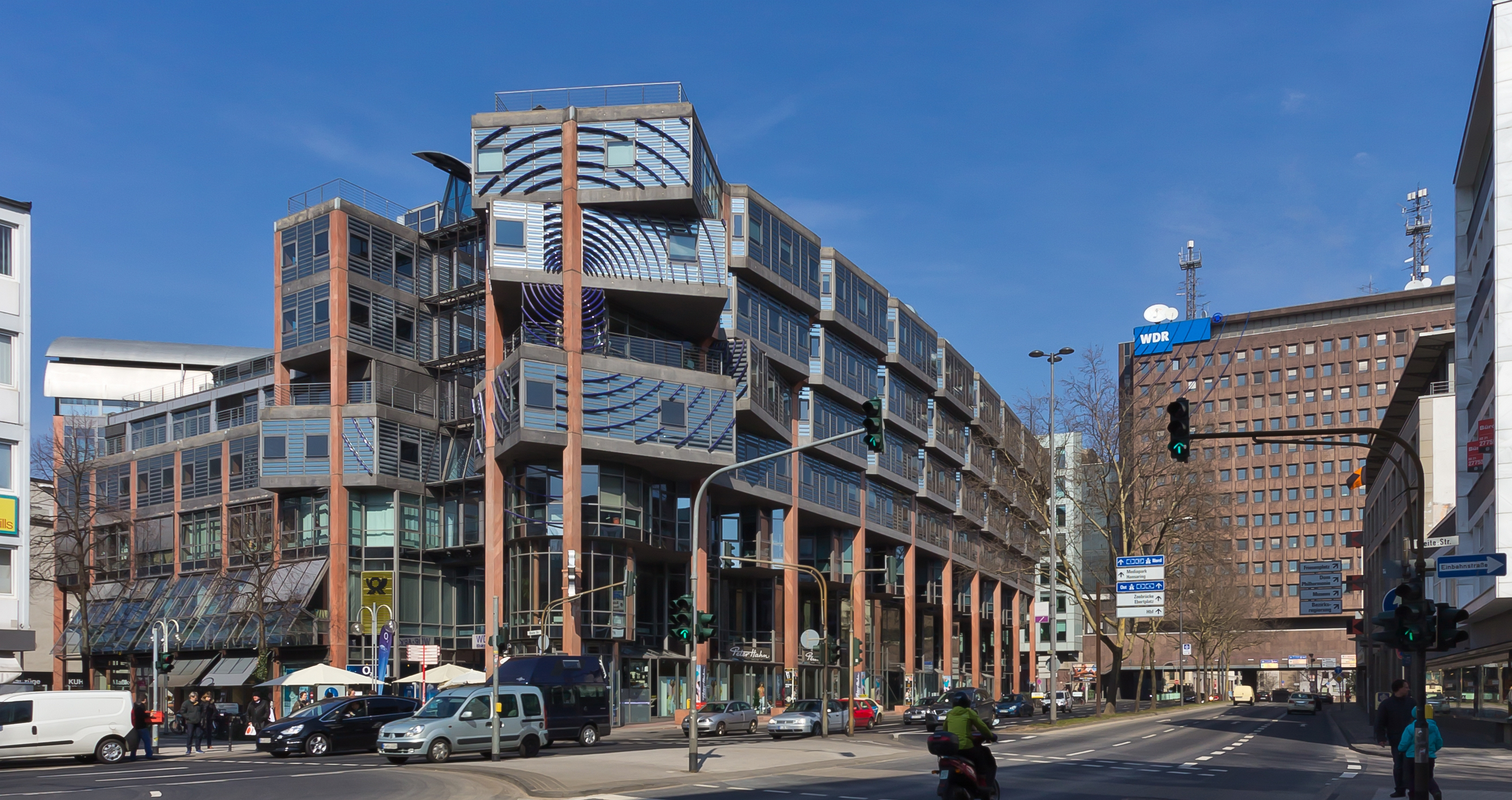
WDR-Arkaden

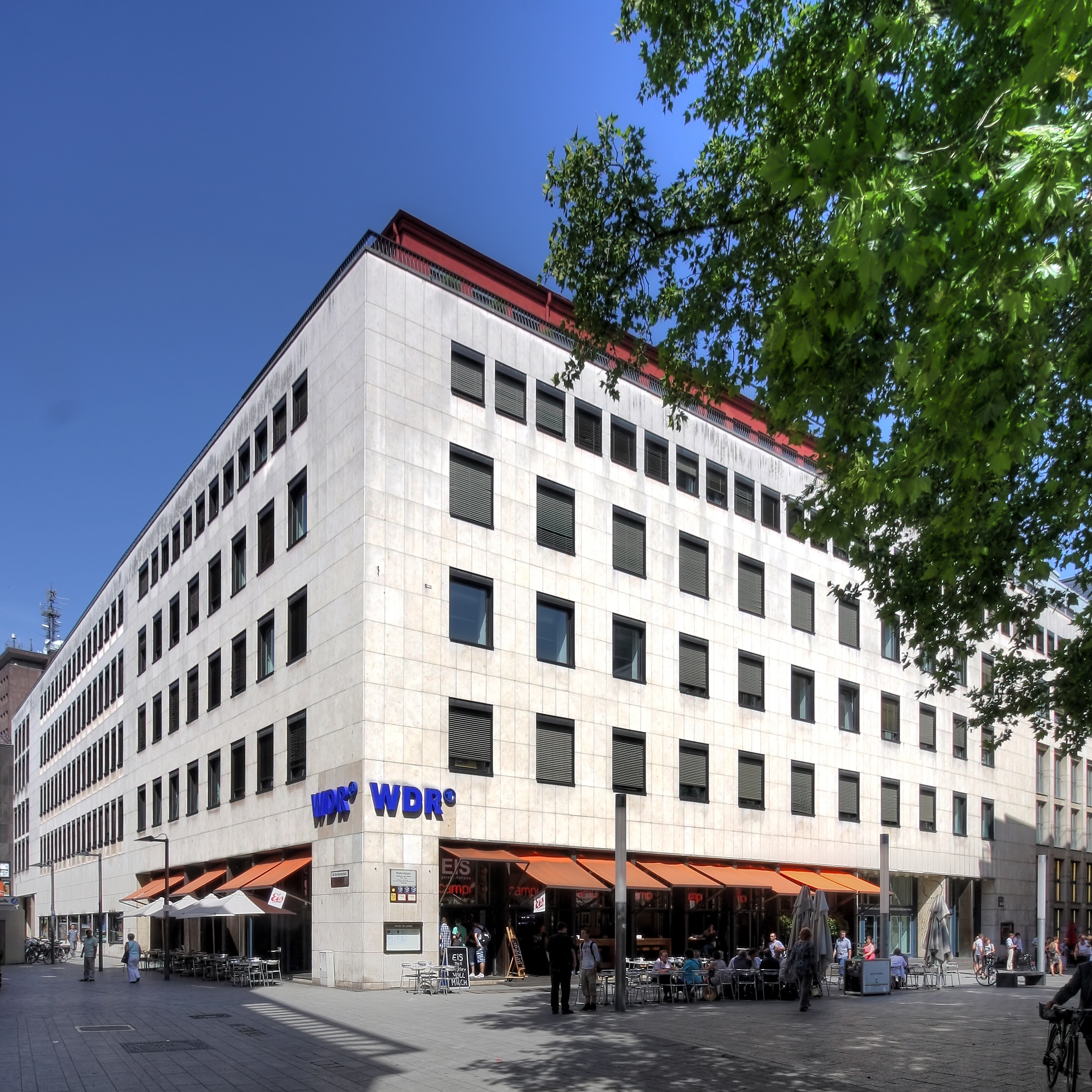
Hauptgebäude am Wallrafplatz in Köln

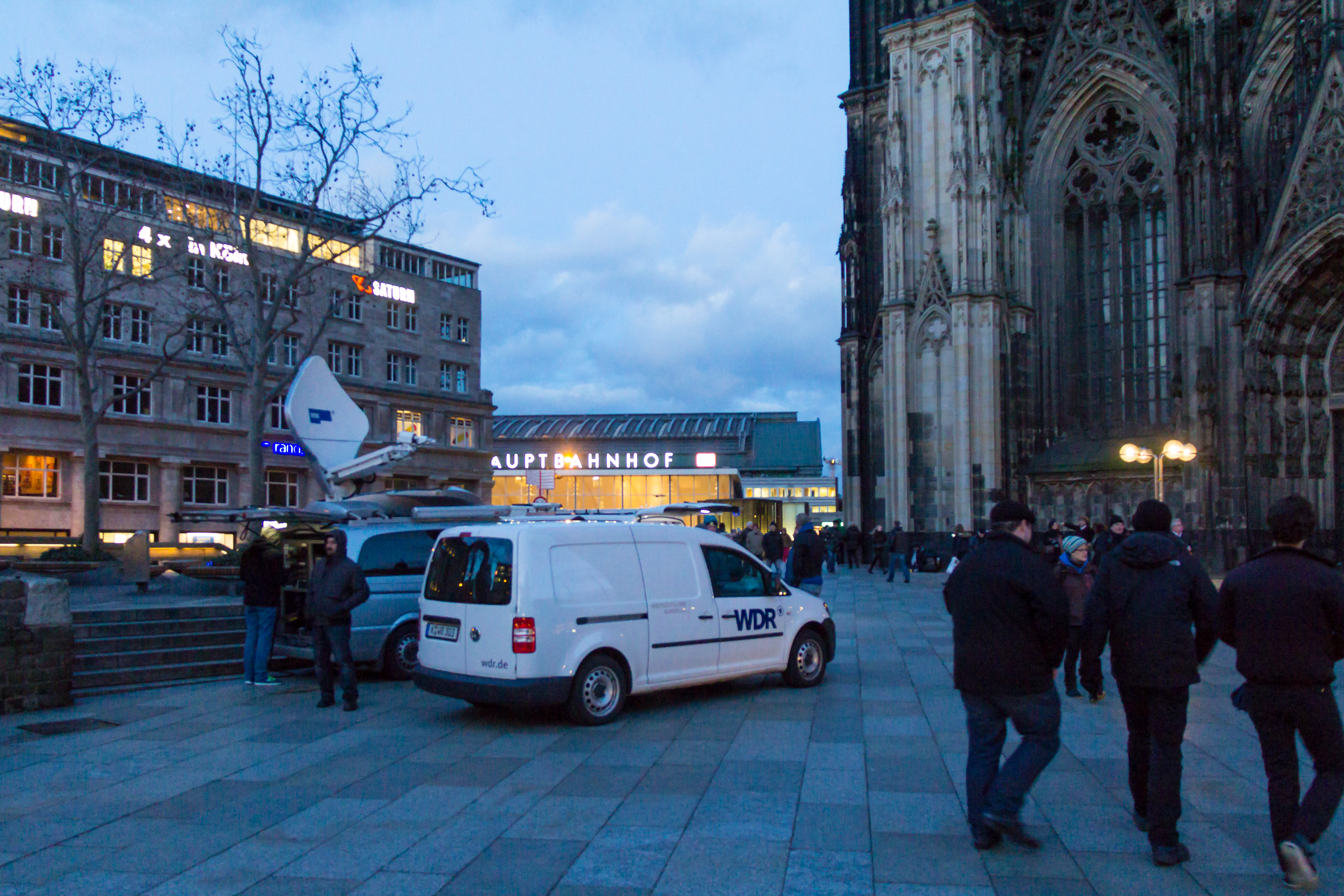
Ein Auto des WDR

Das WDR Fernsehen ist das sogenannte dritte Fernsehprogramm im deutschen Fernsehen für Nordrhein-Westfalen. Der Begriff „drittes Programm“ entstammt der Zeit, als es in Deutschland nur Das Erste und ZDF als Vollprogramme gab und die nur regional ausgestrahlten Fernsehprogramme in ihrem Verbreitungsgebiet jeweils die dritten Programme waren. Die analoge Fernsehausstrahlung wurde in den Jahren 2004 bis 2007 sukzessive durch DVB-T ersetzt.

### One
Seit dem 3. September 2016 strahlt der Westdeutsche Rundfunk One aus, einen auf Zuschauer im mittleren Lebensalter zielenden Kanal.

### Hörfunk
- 1 Live – Jugendprogramm für die Zielgruppe 14–39
- WDR 2 –  Pop- und Infowelle, Zielgruppe 25–59, Berichterstattung mit Schwerpunkt auf das Sendegebiet
- WDR 3 – Kulturfunk, hoher Anteil klassischer Musik, daneben Jazznischen, eingestreut Wortprogramme, keine Werbung
- WDR 4 – Unterhaltungs-, Oldie- und Hitwelle des Westdeutschen Rundfunks, keine Werbung
- WDR 5 – Bildungs- und Informationswelle mit hohem Wortanteil, nur kurze Zwischenmusiken, zwei Kindersendungen täglich, keine Werbung
- COSMO – „Global Sounds Radio“, tagsüber auf Deutsch (in Kooperation mit Radio Bremen), abends in 14 weiteren Sprachen, keine Werbung

Nur über DAB (Digital Radio) sowie DVB-S und zum Teil DVB-C ausgestrahlt werden:
- 1 Live diggi – Musik abseits des Mainstreams und Nachrichten von 1LIVE
- WDR Info – Daten- und Nachrichtendienst des WDR mit visuellen Informationen
- WDR Event – Ereignisprogramm für besondere Anlässe
- WDR Maus – Kinderradio

Ehemalige Hörfunkprogramme sind:
- WDR 1 – Vorgänger von 1 Live
- WDR 2 Klassik – Beiträge aus WDR 2 mit klassischer Musik, nach der Einstellung kurzzeitig durch das Online-Angebot Mein WDR Radio ersetzt
- 1 Live Kunst – Webradio mit kulturellen Themen und anspruchsvoller Popmusik
- Radio Dortmund[33]
- WDR Vera – Verkehrsnachrichten von einem Computer gesprochen nonstop in voller Länge
- KiRaKa – Kinderradio

Webchannels:
- 1LIVE DJ Session
- 1LIVE Fiehe
- 1LIVE Hiphop
- 1LIVE Neu für den Sektor
- 1LIVE Plan B
- 1LIVE Special
- COSMO Afrobeats
- COSMO Chill
- COSMO Dance
- COSMO Konzerte
- COSMO Neu in COSMO
- COSMO Selektor
- COSMO Trap
- COSMO Vintage

### Web und Videotext
Die Programme des WDR werden durch Angebote im Internet und per Videotext begleitet. Für diese Bereiche ist eine aus über 30 Personen bestehende Web-Redaktion zuständig, welche vor allem für die Aufbereitung der Beiträge aus den Radio- und Fernsehprogrammen zuständig ist, teilweise aber auch eigene Inhalte liefert.

### Magazin
Der WDR gab von 1973 an die Hauszeitschrift Fünkchen heraus, 1979 wurde das Magazin in WDR print umbenannt und Anfang 2020 eingestellt. Die Broschüre erschien monatlich und informierte auf 42 Seiten über neue WDR-Produktionen im Radio, im Fernsehen und im Internet. Die gedruckte Ausgabe von WDR print konnte kostenlos abonniert werden. Aufsehen erregte 2010 eine 16-seitige, gefälschte Ausgabe im Stil der regulären Zeitung, welche innerhalb des WDR verteilt wurde. Diese enthielt neben satirischen Meldungen auch Kritik, beispielsweise an der Bezahlung freier Mitarbeiter.

## Finanzierung
Die Hauptfinanzierungsquelle ist seit 2013 der Rundfunkbeitrag (Bezeichnung bis 2012: Rundfunkabgabe). 2010 lagen die Rundfunkgebührenerträge des WDR bei 1,128 Mrd. €, was 79,8 % der Gesamterträge von 1,419 Mrd. € entsprach. Darüber hinaus erzielt der WDR über seine Werbetochter WDR mediagroup Erträge aus dem Verkauf von Werbung in den Hörfunkprogrammen 1 Live, WDR 2 und WDR 4 sowie den regionalen Werbeblöcken für NRW im Vorabendprogramm von Das Erste, sowie aus Sponsoring. 2011 erzielte er aus diesen Quellen Erträge von insgesamt 36 Mio. € (2,6 %). 2011 waren im WDR im Jahresdurchschnitt 4132,5 Planstellen besetzt.
Beitragseinnahmen des WDR inklusive einem Anteil von 1,8989 % zur Finanzierung der Landesmedienanstalten:
| Jahr | Beitragseinnahmen | Quelle |
| ---- | ----------------- | ------ |
| 2013 | 1.152.637.100 €   | [ 42 ] |
| 2014 | 1.245.870.000 €   | [ 43 ] |
| 2015 | 1.204.623.900 €   | [ 44 ] |
| 2016 | 1.179.417.100 €   | [ 45 ] |
| 2017 | 1.176.566.500 €   | [ 46 ] |
| 2018 | 1.169.596.000 €   | [ 47 ] |
| 2019 | 1.182.846.000 €   | [ 48 ] |

Im Budget 2020 sind rund 476 Mio. vorgesehen für Personalkosten (Gehälter 384 Mio. und 92 Mio. für ehemalige Mitarbeiter); 520 Mio. für die Programme und 406 Mio. für „Sachaufwendungen“.

## Kritik
Wie den meisten anderen öffentlich-rechtlichen Rundfunksendern wurde auch dem WDR in den 1950er und 1960er Jahren vorgeworfen, den Rock ’n’ Roll und die Beatmusik ignoriert zu haben. Stattdessen wurden deutsche Schlager und französische Chansons gespielt, meist in Form von Coverversionen deutscher Tanzorchester. Auch viele aktuelle englischsprachige Hits wurden von deutschen Orchestern als Instrumentalmusik  präsentiert. Dadurch verlor der WDR vor allem die jugendlichen Hörer an die Soldatensender BFBS Germany und American Forces Network oder an Radio Luxemburg sowie an die Piratensender, welche die modernen Musikstile in ihre Playlists übernahmen. Bis in die Gegenwart ist die Dominanz des WDR beim UKW-Radio im Sendegebiet sehr hoch.
In den 1970er Jahren wurde der WDR von Repräsentanten der CDU und ihr nahestehenden Presseorganen häufig als politisch links bezeichnet, was sich in dem noch bis in die 1990er wirkenden Schmähwort „Rotfunk“ kristallisierte. Vielen WDR-Mitarbeitern unterstellte man eine große Nähe zur SPD, einigen auch Sympathien mit der Baader-Meinhof-Gruppe (RAF).
Ruth Hieronymi, Vorsitzende des WDR-Programmausschusses, kritisierte 2010 die sehr hohe Hürde für Programmbeschwerden und kündigte an, sich für eine Präzisierung einzusetzen. Anlass für diese Kritik war die von Medienwissenschaftler Wolfgang Stock eingereichte einzige erfolgreiche Programmbeschwerde in der zehnten Amtsperiode des Ausschusses.
Das Programm WDR 3 machte unter dem Wellenchef Karl Karst seit 2004 mehrere Strukturreformen durch, die unter anderem wegen der Reduzierung von Wort zugunsten von Musik teilweise auf massive Kritik von außen stießen.
Grund für Kritik ist die Höhe des Gehalts und der Nebeneinkünfte der Intendanten und auch der Kollegen der größten anderen öffentlich-rechtlichen Rundfunkanstalten in Deutschland. Im August 2010 wurde bekannt, dass Monika Piel als WDR-Intendantin im Jahr 2009 352.000 Euro verdiente (308.000 Euro plus Zulagen). Der Barwert ihrer Altersversorgung belief sich 2010 auf 2,14 Millionen Euro. Intendant Tom Buhrow bezog 2017 ein Jahresgehalt von 407.100 Euro.
Anfang 2014 erschienen kritische Berichte, dass der WDR mit Einnahmen aus Rundfunkgebühren eine nicht-öffentliche Kunstsammlung von über 600 Werken als Kapitalanlage erworben habe.
Bis Mai 2018 war der WDR an dem privaten Radio NRW beteiligt, zunächst mit 30 %. Die Kommission zur Ermittlung der Konzentration im Medienbereich (KEK) beanstandete diesen Umstand aus kartellrechtlichen Gründen. Nachdem der WDR bereits 2016 ankündigte, seine Anteile veräußern zu wollen, wurde dieser Schritt im Mai 2018 nach 28 Jahren endgültig umgesetzt.
2018 kamen Vorwürfe auf, Führungskräfte des WDR hätten Hinweise auf sexuelle Belästigung durch mehrere Mitarbeiter in den vergangenen Jahren nicht ausreichend ernst genommen. Die frühere EU-Kommissarin Monika Wulf-Mathies wurde als externe Gutachterin eingeschaltet, um den Umgang der Führungskräfte mit diesen Vorwürfen zu prüfen. Gebhard Henke, Leiter des Programmbereichs Fernsehfilm, Kino und Serie, wurde freigestellt, nachdem ihm sechs Frauen, darunter Charlotte Roche, sexuelle Belästigung vorgeworfen hatten.
2020 strahlte WDR 2 eine Parodie auf das Kinderlied Meine Oma fährt im Hühnerstall Motorrad aus, um auf Umweltmissstände hinzuweisen. In der Parodie wurde die Oma als ne alte Umweltsau bezeichnet. Die Satire rief nicht nur Gegner des öffentlich-rechtlichen Rundfunks und rechtsgerichtete Kräfte auf den Plan, die in Köln, Baden-Baden und anderen Rundfunkstandorten demonstrierten. Intendant Tom Buhrow entschuldigte sich für die Ausstrahlung und ließ das Video löschen, was von vielen Mitarbeitern und Beobachtern als „Einknicken gegen Rechts“ verstanden wurde.
Im April 2021 forderte der WDR-Rundfunkrat Garrelt Duin (SPD) „Konsequenzen“ für an der Corona-Satire #allesdichtmachen beteiligten Schauspieler: „[A]uch aus Solidarität mit denen, die wirklich unter Corona und den Folgen leiden“, müssten die zuständigen Gremien die Zusammenarbeit „schnellstens“ beenden. Duin sah sich daraufhin massiver Kritik ausgesetzt und zog den Tweet wieder zurück.
2021 reichte die CDU-Landtagsfraktion als Wahlvorschlag für den Rundfunkrat des WDR den Verband kinderreicher Familien Deutschland ein, dem die Duldung von Homophobie und Ausländerfeindlichkeit in den eigenen Reihen vorgeworfen wird. Im Beirat des Vereins befinden sich auch Mitglieder der erzkonservativ-reaktionären katholischen Laienorganisation Opus Dei wie Manfred Spieker. Letzterer ist unter anderem wegen seines Engagements gegen die Akzeptanz gleichgeschlechtlicher Paare umstritten. Der Landtag NRW nahm die Liste mit den Wahlvorschlägen der Fraktionen routinemäßig an. Erst im Nachhinein wurde die Brisanz des CDU-Vorschlags erkannt und Kritik am Vorgehen der CDU geübt.
Im Juli 2021 wurde der WDR für seine Berichterstattung über die Hochwasserkatastrophe im Westen der Republik und somit im eigenen Sendegebiet kritisiert.
Zusätzlich gibt es Kritik, der WDR besitze alleine neun eigene Gebäude in der Kölner Innenstadt. So sei die Sanierung des Kölner Filmhauses fast doppelt so teuer wie der Neubau des NDR-Bürogebäudes in Hamburg. Die Kommission zur Ermittlung des Finanzbedarfs der Rundfunkanstalten (KEF) sperrte dem WDR 70 Millionen Euro für diesen Umbau. Das Projekt liege lt. WDR voll im Kosten- und Zeitplan. 2024 will man fertig sein – statt 2020, wie ursprünglich geplant. Eine belastbare Erklärung für den Kostensprung von 80 auf 240 Millionen Euro hat man jedoch nicht.
Auch ohne die Kritikpunkte wie Unwetterberichterstattung und Filmhaus hält der FDP-Politiker Thomas Nückel eine Reform des Aufgaben- und Programmauftrags des öffentlich-rechtlichen Rundfunks für dringend erforderlich. Die Frage sei: «Brauchen wir so viele Hauptprogramme? Brauchen wir so viele Spielshows und uninteressante Entertainment-Formate?» Diese seien bei den Privatsendern besser aufgehoben.
Im September 2021 erlangte die Nominierung von Nemi El-Hassan als Moderatorin des Wissenschaftsformats Quarks bundesweite Aufmerksamkeit, nachdem durch Medien auf ihre Teilnahme am antisemitischen und israelfeindlichen Al-Quds-Marsch in Berlin im Jahre 2014 hingewiesen worden war.
Ende Oktober 2022 reichte der langjährige WDR-Journalist Jürgen Döschner Klage wegen Nichtbeschäftigung ein, da er wegen unliebsamer Berichterstattung kaum noch Beiträge veröffentlichen könne. Monique Hofmann, dju-Bundesgeschäftsführerin, sieht den unangemessenen Umgang mit Döschner als erwiesen an und warf Fragen des Machtmissbrauchs seitens der Senderleitung auf.

## Gebäude
Der WDR ist in der Kölner Innenstadt auf neun eigene Gebäude verteilt. Die zunehmende Bedeutung des Senders und die Zunahme der Programme erforderte eine Erweiterung der Raumkapazitäten. Die meisten Gebäude entstanden nebeneinander in einer Länge von knapp 700 Metern in Ost-West-Richtung. Die Bauchronologie beginnt mit dem Funkhaus Wallrafplatz (Adresse: Wallrafplatz 5), das am 21. Juni 1952 eingeweiht wurde. Es beherbergt einen großen Teil des WDR-Hörfunks mit Produktionsstudios für Wort- und Musiksendungen, Teile des Schallarchivs, die Hörfunktechnik und die Sendezentrale. Aus dem kleinen und großen Sendesaal werden häufig Veranstaltungen aufgezeichnet. Es folgte im März 1965 das „Haus Rechtschule“ (An der Rechtschule 2) mit Fernsehstudios und das „Haus Berlich“ (Breite Straße 92–98; 1965–1967) mit dem WDR-Gebäudemanagement. 1966 wurde das unmittelbar nördlich an das Funkhaus Wallrafplatz angrenzende Gebäude (erbaut 1903/1904) vom WDR erworben und nahezu originalgetreu im gotischen Stil wiederaufgebaut. Es beherbergt die Sendezentrale für den WDR-Hörfunk und im Erdgeschoss das „Café Reichard“. Danach entstand 1968 das über die Nord-Süd-Fahrt gebaute „WDR Archivhaus“ (An der Rechtschule 4) und das am 27. Juni 1970 in Betrieb genommene Vierscheibenhaus mit der offiziellen Postanschrift des WDR (Appellhofplatz 1, 50667 Köln). Ebenfalls am Appellhofplatz steht das „Filmhaus“ (für die mit Film verbundene Produktion; 1974) als Baugelenk zwischen Vierscheibenhaus und Archivhaus. Das „Haus Forum“ ist ein roter Backsteinbau aus der Gründerzeit, der vom WDR 1965 erworben wurde (Kupfergasse 8). Die „WDR Arkaden“ (Elstergasse) beherbergen unter anderem den zentralen Newsroom für alle Nachrichtensendungen der WDR-Hörfunkprogramme, integriert in die Nachrichtenredaktion sind die Nachrichtensprecher; außerdem befindet sich im Gebäude die zentrale WDR-Kantine. Nach der Grundsteinlegung am 11. Oktober 1994 erfolgte seine Einweihung im Oktober 1996. Hierin befindet sich seit 1996 die Intendanz. Im „1Live-Haus“ (Neven-Du-Mont-Straße 4–6) ist insbesondere der Rundfunkbetrieb für 1 Live untergebracht. Dieses Rundfunkprogramm sendete seit April 1997 vom Mediapark, bis es im März 2012 eigene Studios bezog. Die WDR mediagroup sitzt seit 1980 in der Ludwigstraße 11.

## Organisation

WDR-Logo 1956
WDR-Logo 1970–1994
West3-Logo 1989–1994
WDR-Logo 1995–2012
WDR-Logo seit 2012
Logo des WDR-Fernsehens

Intendantin des Senders ist seit dem 1. Januar 2025 Katrin Vernau.
Der Intendanz sind fünf Direktoren unterstellt, die folgende Aufgabengebiete verantworten:
- Jörg Schönenborn: Information, Fiktion und Unterhaltung (vormals: Fernsehen)[78]
- Andrea Schafarczyk: NRW, Wissen und Kultur (vormals: Hörfunk)[79]
- Dominique Hoffmann: Produktion und Technik[80]
- Stefanie Drinhausen: Verwaltung[81]
- Katrin Neukamm und Caroline Volkmann: Justiziariat[82]

### Studios

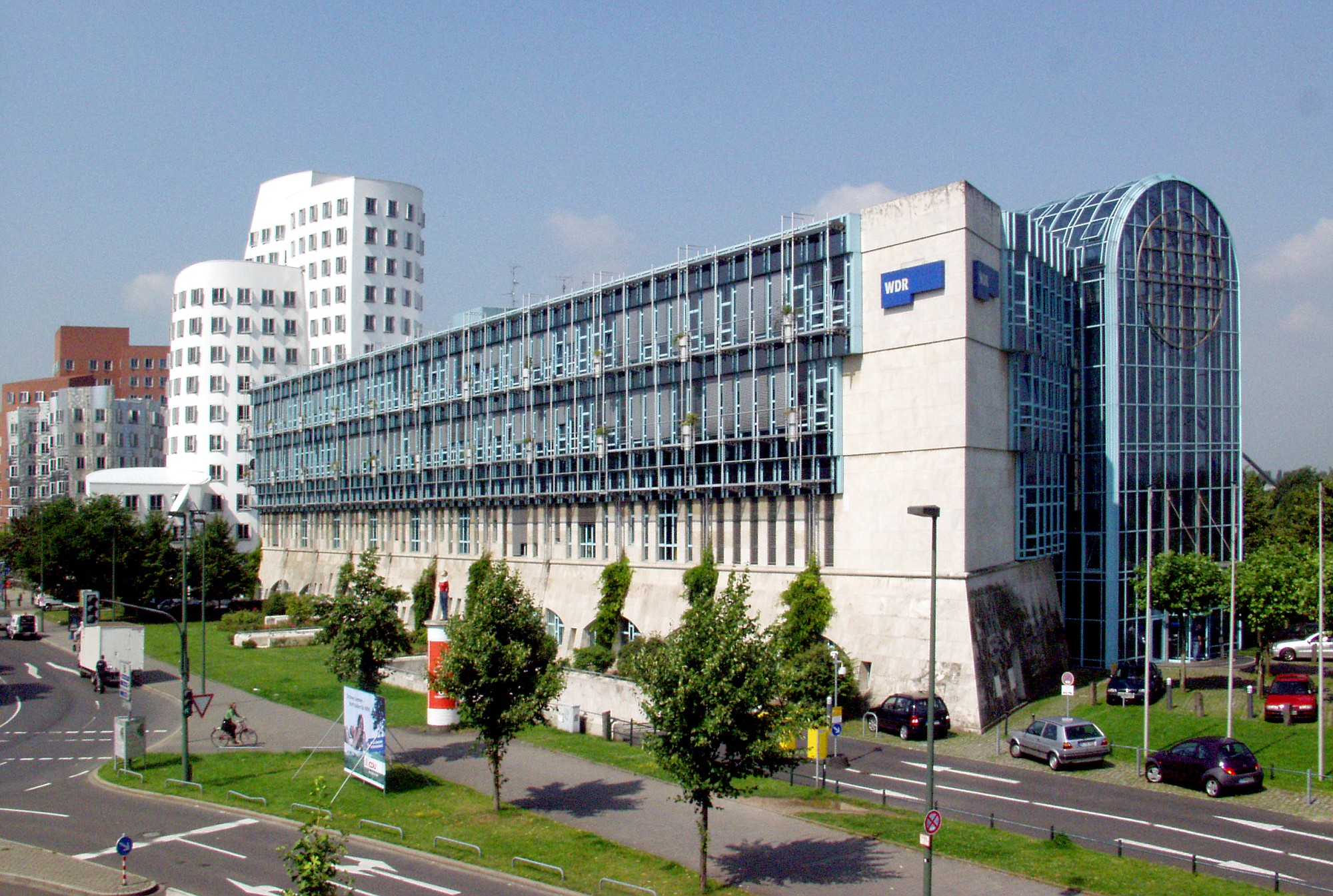
WDR-Funkhaus in Düsseldorf

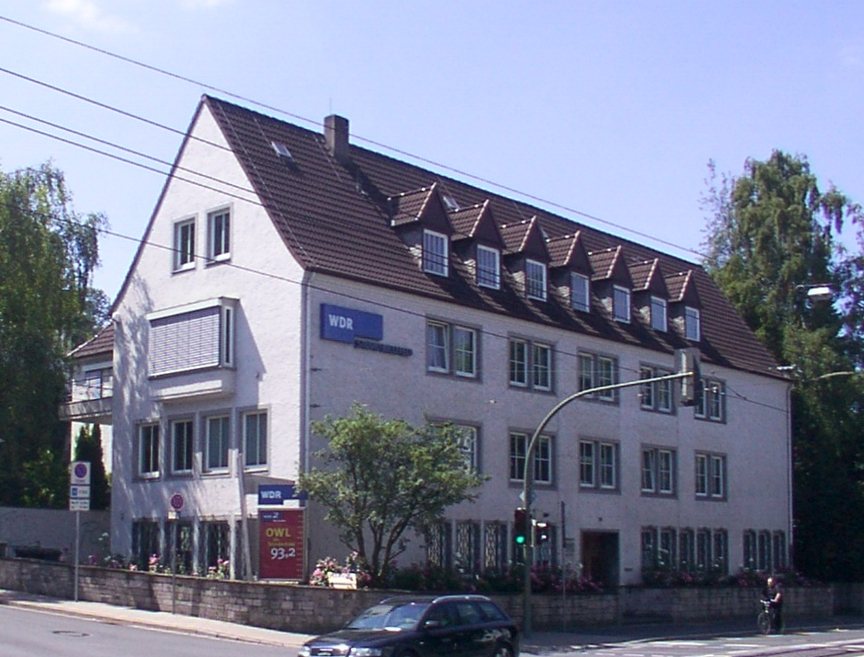
WDR-Studio Bielefeld

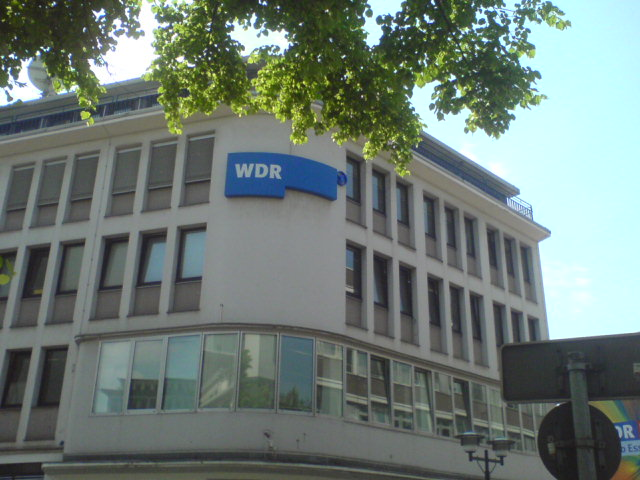
WDR-Studio Essen

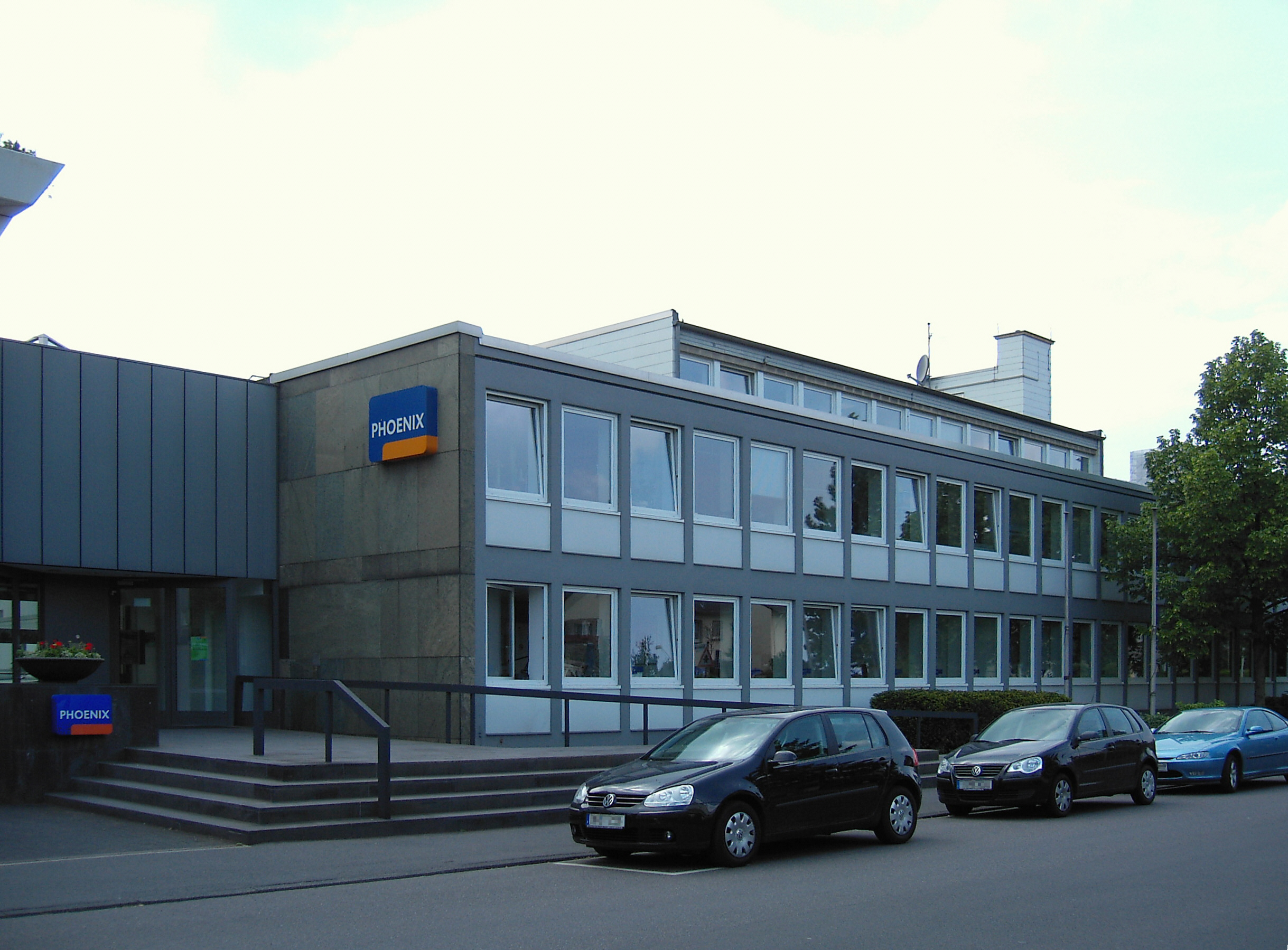
Studio des Fernsehsenders Phoenix

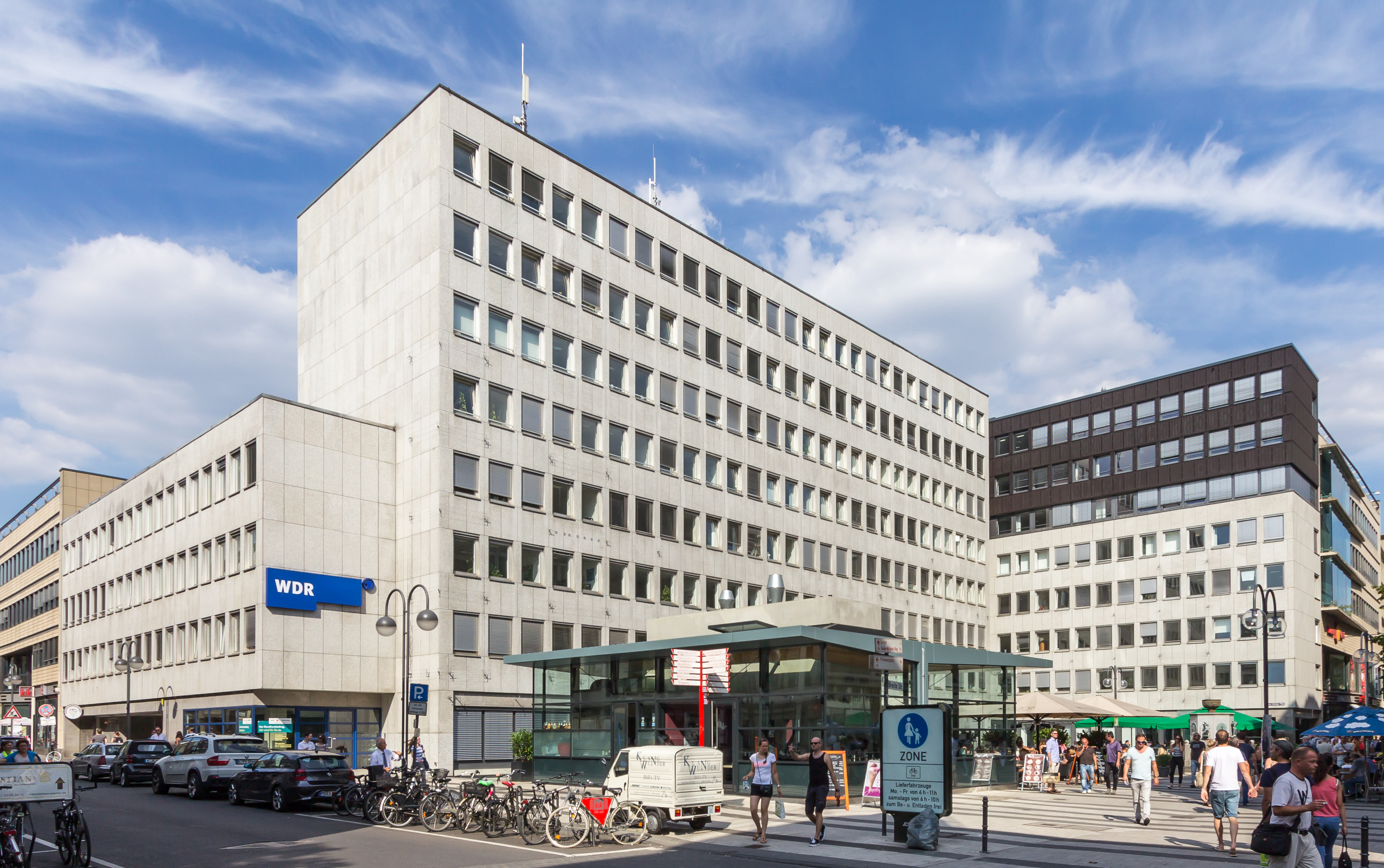
WDR-Studio Breite Straße

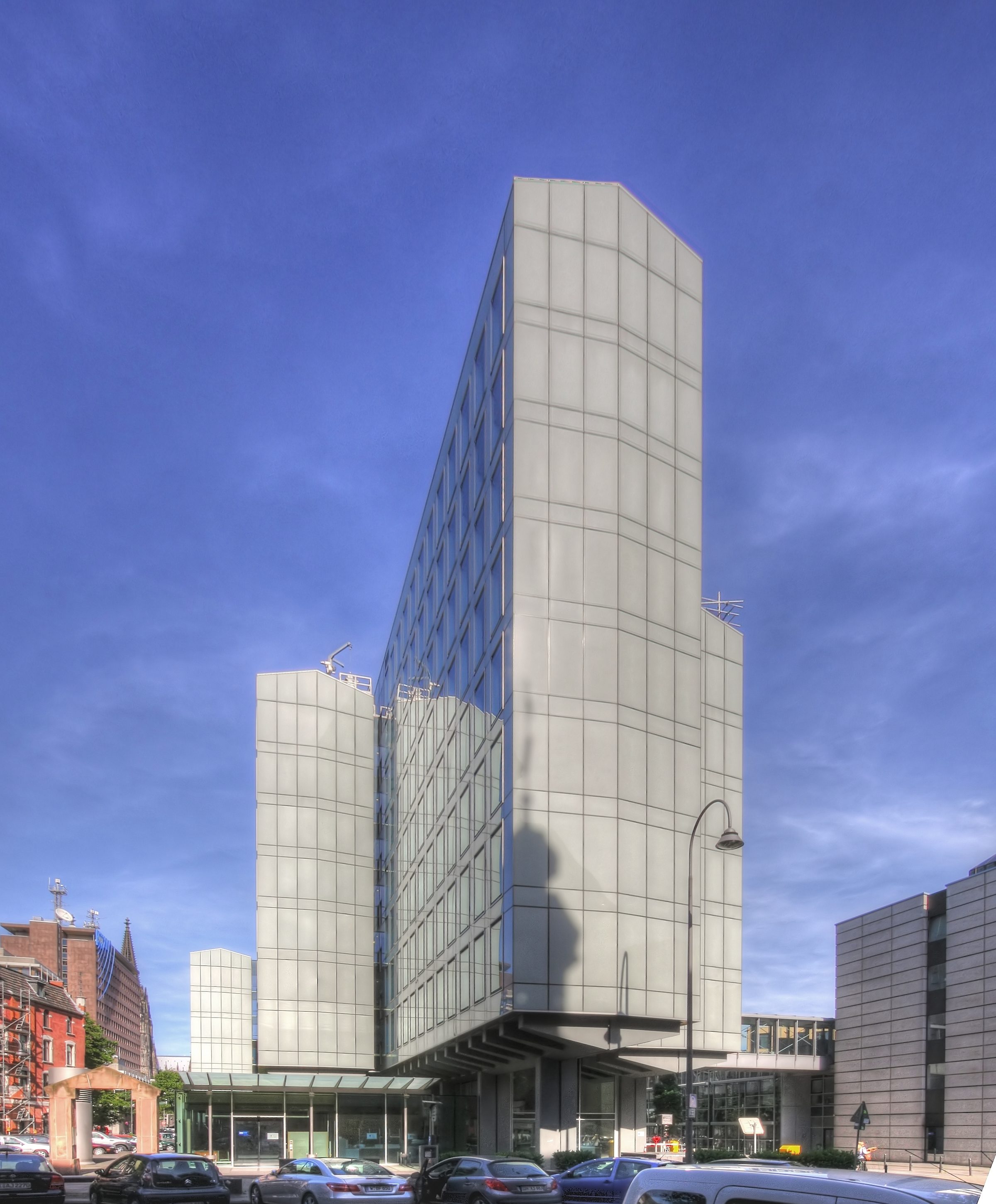
Vierscheibenhaus (Ansicht von der Neven-Dumont-Straße)

Die größten Produktionskapazitäten besitzt der WDR in Köln. Die verschiedenen Häuser und Anlagen des Senders sind auf die Innenstadt in der Breite Straße (Hörfunk und Fernsehen) und den Stadtteil Bocklemünd im Freimersdorfer Weg (Fernsehen) verteilt.
Zusätzlich gibt es Regionalstudios, die lokale Programme für Fernsehen und Hörfunk produzieren und senden (Lokalzeit aus …).
- Das WDR-Studio Düsseldorf ist das wichtigste Regionalstudio des WDR. Es befindet sich seit Dezember 1991 im Regierungsviertel der Landeshauptstadt. Dort wird die landesbezogene Fernsehsendung Westpol hergestellt; auch die Leitung des Programmbereichs Regionalprogramme ist dort angesiedelt.
- Dortmund, die größte Stadt im westfälischen Landesteil, ist als Standort von Bedeutung, da dort neben den regionalen Sendungen und dem kompletten Radio-Tagesprogramm von WDR 4 auch einzelne Sendestrecken für das Fernsehprogramm, für die Hörfunkwelle WDR 2 sowie die Verkehrsnachrichten im Hörfunk hergestellt werden. Zudem dient das Dortmunder Hörfunkstudio auch als Ersatzstudio für die „Leitwelle“ WDR 2. Im Studio Dortmund werden die landesweiten Fernsehsendungen Planet Wissen, Planet Schule und Das Wort zum Sonntag hergestellt. Auch die landesweite Sendung Der geschenkte Tag wurde ursprünglich in Dortmund hergestellt. Seit 2021 wird sie komplett in den Kölner Studios produziert. Daneben wurde hier auch die 20-minütige Lokalfernsehsendung „PunktDortmund“ erstellt, ähnlich wie in Köln die Sendung „PunktKöln“. Beide Formate wurden jedoch zum Jahresende 2006 abgesetzt. 2009 produzierte das Studio Dortmund zudem die Mittagssendung „Lokalzeit NRW“, welche ebenfalls nach einem halben Jahr abgesetzt wurde. Ferner kommt von den meisten Regionalstudios das frühabendliche Fensterprogramm Lokalzeit.

Die weiteren Regionalstudios befinden sich in
- Aachen (Region Aachen),
- Bielefeld (Ostwestfalen-Lippe),
- Bonn (Rhein-Sieg),
- Duisburg (Niederrhein),
- Essen (Ruhr),
- Münster (Münsterland),
- Siegen (Südwestfalen) und
- Wuppertal[85] (Bergisches Land).

Neben den Studios unterhält der WDR Regionalbüros in Detmold, Kleve, Paderborn, Rheine, Arnsberg. Regionalkorrespondenten berichten aus Ahaus, Krefeld, Minden, Monschau sowie dem Hochsauerlandkreis und dem Kreis Soest (diese gehören zum WDR-Studio Siegen).
Die bundespolitische Berichterstattung wird vom WDR-Hörfunkstudio in Berlin, einem WDR-Fernsehkorrespondenten für das 3. Fernsehprogramm und von der Fernsehgemeinschaftsredaktion des ARD-Hauptstadtstudios in Berlin wahrgenommen.
Auslandsstudios betreibt der WDR in folgenden Städten (zum Teil in Kooperation mit dem NDR): Washington (USA), Brüssel (Belgien), Paris (Frankreich), Moskau (Russland), New York (USA), Nairobi (Kenia), Warschau (Polen), Amman (Jordanien).

### Klangkörper
Der WDR verfügt über fünf eigene Klangkörper:
- WDR Sinfonieorchester; das Orchester wurde im Januar 1946 als Nachfolgeorchester für das 1926 gegründete ehemalige Orchester des Reichssenders Köln gegründet und hatte am 21. Februar 1947 als „Kammerorchester des NWDR Köln“ seine erste öffentliche Aufführung.
- WDR Funkhausorchester; gegründet 1947 als „Orchester Hermann Hagestedt“ des NWDR, wird seit 1956 vom WDR getragen. Das Orchester tritt auch zusammen mit der „WDR Big Band“ (s. u.) als „Großes Unterhaltungsorchester“ auf.
- WDR Rundfunkchor Köln; gegründet 1947
- WDR Big Band; gegründet im November 1947 als „Tanz- und Unterhaltungsorchester Adalbert Luczkowski“ des NWDR, wird seit 1956 vom WDR getragen. Mit dem „WDR Funkhausorchester“ (s. o.) tritt die Big Band auch als „Großes Unterhaltungsorchester“ auf. Heute gilt sie als eine der besten Big Bands der Welt, die 2007 für die CD Some Skunk Funk einen Grammy Award erhielt.
- WDR Kinderchor Dortmund; am 9. Juni 2017 erstmals der Öffentlichkeit vorgestellt, ist er eine Kooperation zwischen dem WDR Rundfunkchor Köln und der Chorakademie Dortmund für 9- bis 13-jährige Kinder.[86][87]

### Beteiligungen
| Unternehmen                                                   | Sitz              | Aufgabe                                                                                          | Anteil  |
| ------------------------------------------------------------- | ----------------- | ------------------------------------------------------------------------------------------------ | ------- |
| WDR mediagroup GmbH                                           | Köln              | Werbevermarktung                                                                                 | 100,0 % |
| Westdeutsche Programmentwicklungsgesellschaft mbH (WPEG)      | Köln              | Programmdigitalisierung                                                                          | 100,0 % |
| Civis Medienstiftung GmbH                                     | Köln              | Kultur / Integration & kulturelle Vielfalt                                                       | 58,0 %  |
| Film- und Theaterausstattungsgesellschaft mbH (FTA)           | Köln              | Programmproduktion (Fundus)                                                                      | 49,0 %  |
| Digital Radio West GmbH (DRW)                                 | Köln              | Programmverbreitung (DAB)                                                                        | 45,0 %  |
| Film- und Medienstiftung NRW                                  | Düsseldorf        | Filmförderung                                                                                    | 40,0 %  |
| Radio NRW                                                     | Oberhausen        | Anbieter des Rahmenprogramms für die privaten Lokalradios in NRW. Anteile des WDR von 1990-2018. | 30,0 %  |
| Der Deutsche Fernsehpreis GmbH (DFP)                          | Köln              | Ausrichtung Fernsehpreis                                                                         | 25,0 %  |
| Europäisches Zentrum für Medienkompetenz GmbH (ECMC)          | Marl              | Kultur/Medienkompetenz                                                                           | 12,5 %  |
| Grimme-Institut Ges. für Medien, Bildung und Kultur mbH (AGI) | Marl              | Kultur / Ausrichtung des Adolf-Grimme-Preis                                                      | 12,1 %  |
| Arte Deutschland TV GmbH                                      | Baden-Baden       | Europäischer Kulturkanal                                                                         | 11,0 %  |
| KölnMusik Betriebs- und Servicegesellschaft mbH               | Köln              | Konzertveranstaltung                                                                             | 10,1 %  |
| ARD.ZDF medienakademie gGmbH                                  | Nürnberg          | Technikschulungen                                                                                | 7,7 %   |
| Deutsches Rundfunkarchiv (DRA)                                | Frankfurt am Main | Kultur/Rundfunkarchiv                                                                            | 7,1 %   |
| SportA Sportrechte- und Marketing-Agentur GmbH                | München           | Programmbeschaffung                                                                              | 5,6 %   |
| Deutsche Presse-Agentur GmbH (dpa)                            | Hamburg           | Programmbeschaffung                                                                              | 1,8 %   |

### Sendeanlagen
Der WDR betreibt mehrere Grundnetzsender
- Sender für UKW, DAB+ und DVB-T2 auf dem Venusberg in Bonn
- Sender für UKW, DAB+ und DVB-T2 in Langenberg
- Sender für UKW, DAB+ und DVB-T2 auf dem Bielstein im Teutoburger Wald
- Sender für UKW, DAB+ und DVB-T2 in Nottuln/Münster
- Sender für UKW, DAB+ und DVB-T2 auf der Nordhelle
- Sender für UKW, DAB+ und DVB-T2 Stolberg-Donnerberg bei Aachen
- Sender für UKW, DAB+ und DVB-T2 in Kleve
- Sender für UKW und DAB+ am Bärbelkreuz/Eifel
- Sender für UKW und DAB+ in Olsberg (Sender Olsberg)
- Sender für UKW und DAB+ auf der Oberste Henn (Sender Ederkopf)

Außerdem werden noch diverse Füllsenderstandorte betrieben und Sendeanlagen der Deutschen Funkturm GmbH genutzt.

### Intendanten des WDR und seiner Vorgängereinrichtungen
- 1926–1933: Ernst Hardt, Intendant der WERAG
- 1933–1937: Heinrich Glasmeier, Leiter des 1934 entstandenen „Reichssenders Köln“
- 1937–1941: Anton Winkelnkemper, Intendant des „Reichssenders Köln“
- 1942–1945: Der Reichssender Köln hatte den Betrieb eingestellt
- 1945–1947: Max Burghardt, Intendant des NWDR
- 1947–1961: Hanns Hartmann, Intendant des NWDR bzw. ab 1956 des WDR
- 1961–1976: Klaus von Bismarck
- 1976–1985: Friedrich-Wilhelm von Sell
- 1985–1995: Friedrich Nowottny
- 1995–2007: Fritz Pleitgen
- 2007–2013: Monika Piel[89]
- 2013–2024: Tom Buhrow[90]
- seit 2025: Katrin Vernau

### Fernsehdirektoren ab 1960
Erst nach der vollzogenen Aufgliederung des NWDR in den NDR und den WDR 1960 baute der WDR eine eigenständige Fernsehproduktion auf. Deswegen beginnt die Liste der Fernsehchefs erst 1960. Anfangs gab es zwei Fernsehdirektoren, die sich „Fernsehdirektor I“ (für das Erste) bzw. „Fernsehdirektor III“ (für das dritte Programm) nannten. Werner Höfers lange Amtszeit begann mit dem dritten Programm und endete mit dem Ersten.
- 1960–1969: Hans Joachim Lange
- 1969–1971: Peter Scholl-Latour
- 1964–1977: Werner Höfer
- 1977–1985: Heinz Werner Hübner
- 1985–1992: Günter Struve
- 1992–2002: Jörn Klamroth
- 2002–2007: Ulrich Deppendorf
- 2007–2014: Verena Kulenkampff
- seit 1. Mai 2014: Jörg Schönenborn

### Hörfunkdirektoren ab 1960
- 1960–1974: Fritz Brühl
- 1974–1993: Manfred Jenke
- 1994–1995: Fritz Pleitgen (später Intendant)
- 1995–1998: Thomas Roth
- 1998–2007: Monika Piel (später Intendantin)
- 2007–2014: Wolfgang Schmitz
- 2014–2022: Valerie Weber
- seit 2022: Andrea Schafarczyk